# Pierre Nicolas Gerdy
Pour les articles homonymes, voir Gerdy.
Pierre Nicolas Gerdy est un anatomiste, physiologiste, chirurgien médecin et homme politique français né le 1er mai 1797 à Loches-sur-Ource (Aube) et mort le 18 mars 1856 à Paris,.

## Biographie
Médecin, il est d'abord aide-naturaliste au Muséum national d'histoire naturelle à Paris, interne à la Pitié-Salpêtrière en 1828 et professeur de pathologie interne en 1833. Membre de l'Académie de médecine de Paris en 1834, il devient chef du service chirurgical de la Charité en 1838. Il est député de l'Aube de 1848 à 1849, siégeant à gauche.

## Œuvres et publications
- Essai de classification naturelle et d'analyse des phénomènes de la vie, J.-B. Baillière (Paris), 1823, lire en ligne sur Gallica.
- Traité des bandages (1826).
- Cours d'anatomie appliquée à la peinture et à la sculpture, impr. de E. Pochard (Paris), 1827, lire en ligne sur Gallica.
- Anatomie des peintres,  Béchet jeune (Paris), 1829, lire en ligne sur Gallica.
- Traité de l'anatomie des formes appliquées aux beaux-arts et à la chirurgie (1829).
- Physiologie médicale didactique et pratique (1830)
- Des polypes et de leur traitement',  Béchet jeune (Paris), 1833, lire en ligne sur Gallica.
- Rapport sur deux mémoires du Dr Pravaz relatifs aux causes et au traitement des luxations congénitales du fémur, [Note préliminaire de Ch. Pravaz],  impr. de Barret (Lyon), 1840, lire en ligne sur Gallica.
- Résumé des principales recherches d'anatomie, de physiologie, de chirurgie, etc..., Impr. de Cosson, 1843, Paris, Texte intégral.
- Discussion ophtalmologique, [discours prononcés dans les séances des 19, 26 juin, 23 juillet 1844], impr. de Cosson (Paris), lire en ligne sur Gallica.
- Physiologie philosophique des sensations et de l'intelligence (1846).
- Pathologie générale médico-chirurgicale (1851).
- Second résumé des principaux travaux du Dr Gerdy accomplis depuis 1843, Paris,impr. De Soye et Bouchet, 1855, Texte intégral.